# GT赛车4
《GT赛车4》（中国大陆官方译为）是Polyphony Digital开发的一款模拟赛车游戏，於2004年登陸PlayStation 2平台。《GT赛车4》的最终发行推迟了一年半，并去掉了联网模式。游戏中提供了来自80个制造商的700种车型，從最早的1886年的戴姆勒四轮汽车，到最晚的2022年的Nike未来概念车。游戏中还提供51条赛道，其中许多是同系列以前作品中玩家最喜爱赛道的改进版，还有一些真实世界的赛道。游戏的日文、韩文和中文版附带一本212页的驾驶说明，以及赛车原理的教程。
本作的简体中文版曾在ChinaJoy等展会上亮相，但最終未能正式上市。

## 關於GT赛车4
早在2003年末，跑車浪漫旅4就推出了序章版（即試玩版，Gran Turismo Prologue），當時聽取了各種用戶的意見以後，為了保證遊戲的品質，PD公司不惜一拖再拖，直到一年多以後，跑車浪漫旅4正式版才遲遲上市。
跑車浪漫旅4是首個DVD9容量的賽車遊戲，遊戲包含超過50條真實及虛構賽道，超過70家廠商的650輛賽車，超過500種類的各種賽事、新增加的B-SPEC導演模式、照片模式，超過500小時的遊戲內容。
《GT4》的最大特色，是開創了前所未有的B-SPEC遊戲方式。所謂B-SPEC，即區別於以往直接操作汽車的A-SPEC遊戲模式的遊戲方式，玩家可以成為駕駛員的監督，指揮他什麼時候該加速，什麼時候該減速，什麼時候要打方向盤，用像看電視轉播般的觀察角度來體驗整個駕駛過程。接受玩家多次正確指示的電腦駕駛員，會吸取這些駕駛經驗，玩家將會看到他駕駛得越來越熟練，越來越出彩。這種看著自己培養的駕駛員在先頭陣線活躍的“教導者”的喜悅，是只有B-SPEC遊戲方式才能提供給玩家的。 
　　
為了滿足玩家“給愛車留影”的願望，《GT4》中攝影機能得到了大幅加強。玩家可以在“攝影駕駛模式”中把愛車開到美麗的風景處，任選角度給愛車留影。另外，玩家也可以通過回顧模式留下愛車在賽場上拼搏的雄姿，或在“攝影駕駛模式”中選擇任一賽道，拍下愛車獨自行駛的畫面。玩家可以對攝影鏡頭的屬性進行變更和對背景進行特殊處理，得到速度感十足的愛車的特寫。遊戲中拍下的寫真可以保存在USB記憶卡裡，用來做電腦牆紙或打印出來欣賞。
在《GT4》裡，包括2003年的人氣新車種，共有超過80家公司的700多種汽車登場，可選擇的賽道有50種以上，另外還包括15個攝影專用場景。駕駛過程中，玩家可以選擇讓系統播放超過100首精彩的曲子。據玩過《GT4》先行體驗版的玩家透露，《GT4》的畫面水准得到大幅度飛躍，駕駛時的臨場感也更上了一層樓，只是對操作的簡潔方面頗有微詞。

## 游戏模式

### A-Spec和B-Spec
玩家可以通过在常规的主视角驾驶模式的比赛中取胜来积累点数，这称为A-Spec模式。每次比赛最多能赢得200点。一般来说，玩家的车比AI对手的优势越小，赢得的点数越多。